# Opius luniclypeus
Opius luniclypeus är en stekelart som beskrevs av Fischer 1979. Opius luniclypeus ingår i släktet Opius och familjen bracksteklar. Inga underarter finns listade i Catalogue of Life.